# فالروفي
فالروفي (بالفرنسية: Valroufié)‏ هي بلدية تقع في فرنسا في Canton of Cahors-Nord-Est. يقدر عدد سكانها بـ 351 نسمة ومساحتها 13.43 كم2 وترتفع عن سطح البحر 298 متر.